# Peter Paul Brang
Peter Paul Brang (1852–1925) foi um arquiteto vienense que trabalhou no que hoje é a República Tcheca e a Eslovênia, bem como na Bulgária e na Romênia.

## Trabalhos
Alguns de seus trabalhos incluem os banhos da cidade em Liberec (1901–1902)  e Ústí nad Labem (1905–1908)  na República Tcheca, o Celje Hall ( Celjski dom, Deutsches Haus ) em Celje, Eslovênia ( 1905–1906), Dohodno Zdanie em Rousse (1897–1900), a Escola Estadual de Comércio Dimitar Hadzhivasilev  em Svishtov (1895), a embaixada italiana (antiga Áustria) (1883)  e o que é hoje o a sede do BNP Paribas no 2 Tsar Osvoboditel Boulevard em Sofia (1885), o Ginásio Evanghelical Bistritz ( Bistriţa ) (1896–1908), o Casino Vatra Dornei (1898)  e o Palácio Administrativo em Suceava, Romênia (1903–1904).

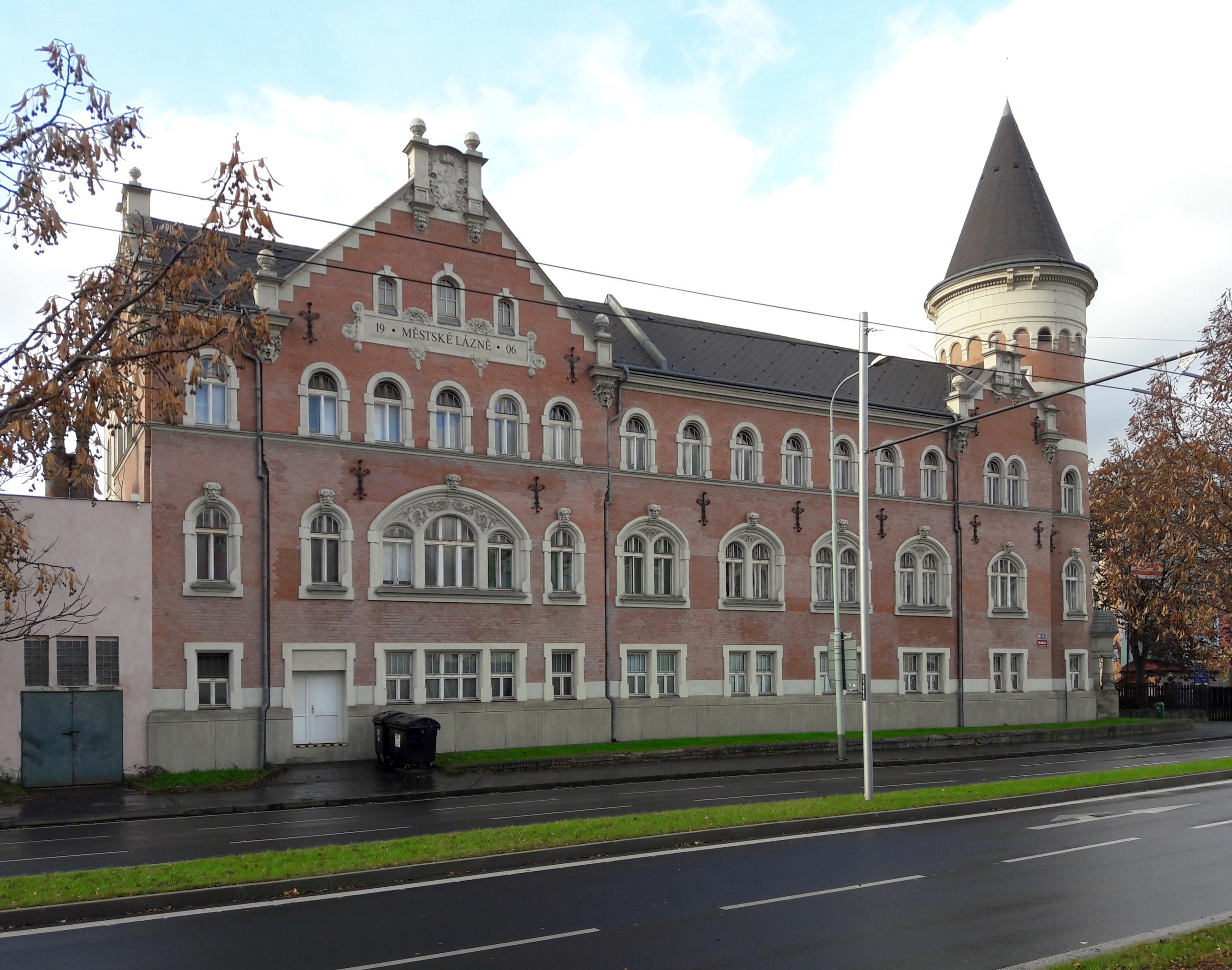
Městské lázně, Ústí nad Labem (1905–1908)
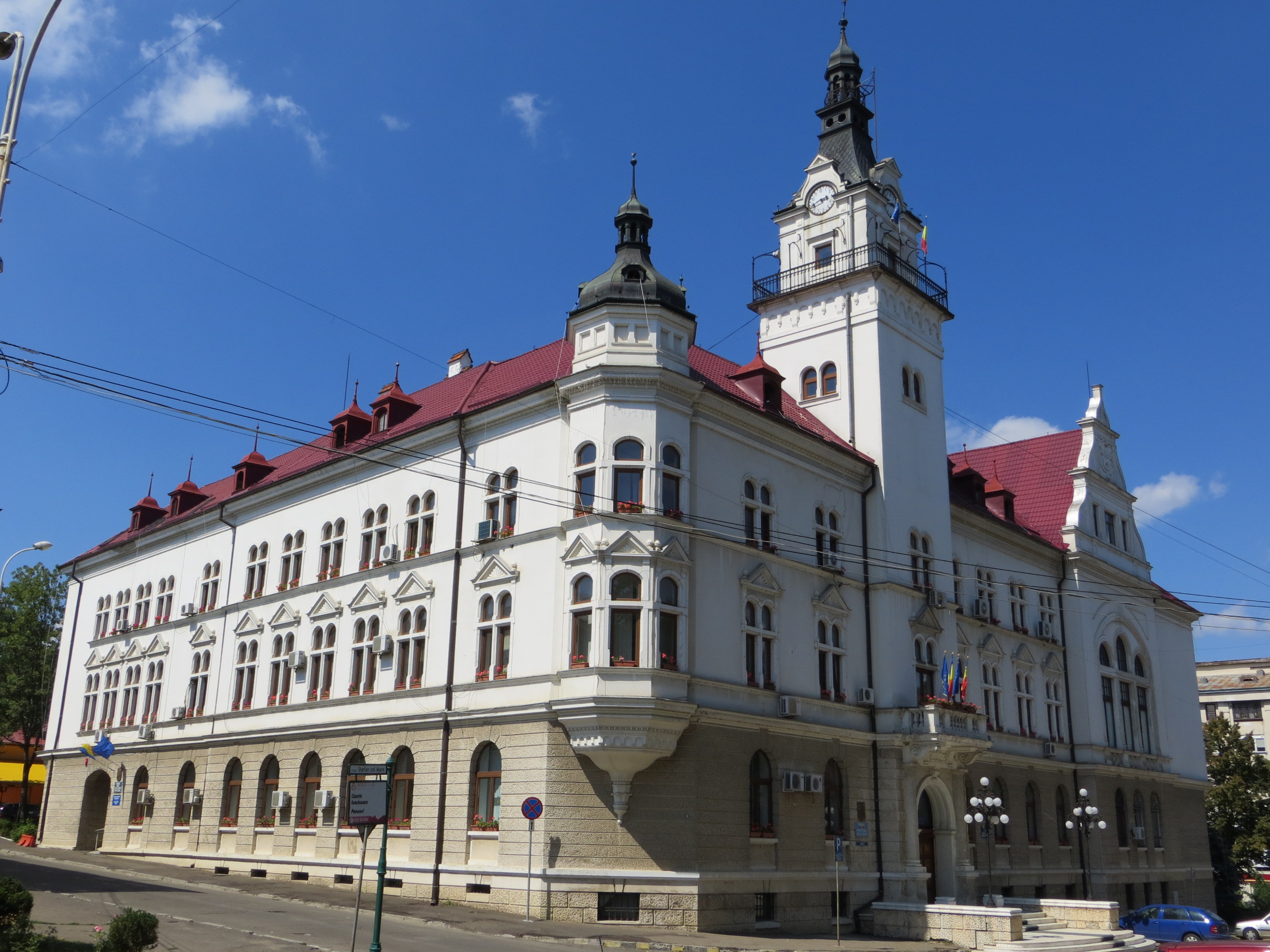
Palácio Administrativo ( Palatul Administrativ ), Suceava (1903–1904)
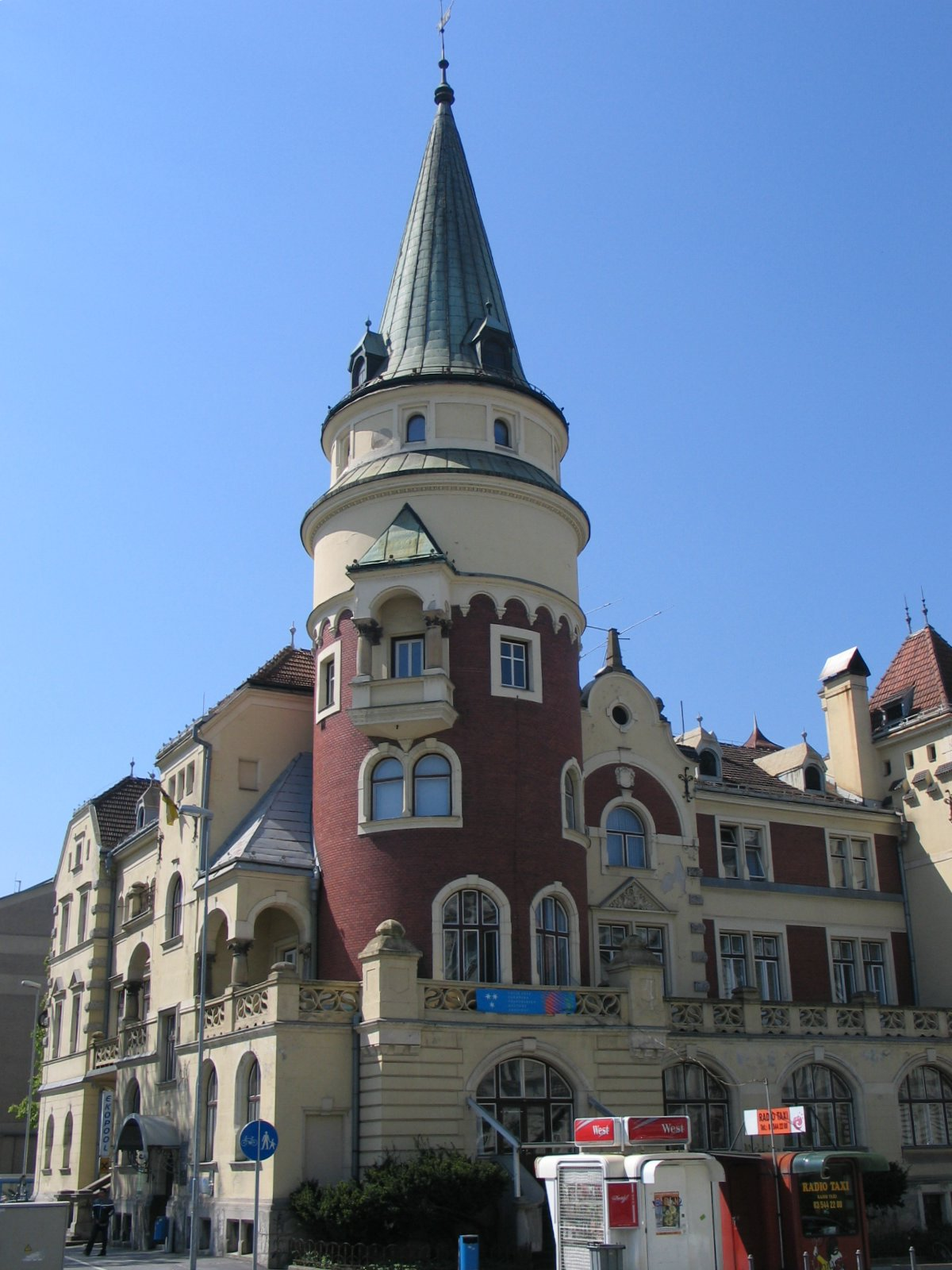
Celje Hall ( Celjski dom, Deutsches Haus ), Celje (1905–1906)
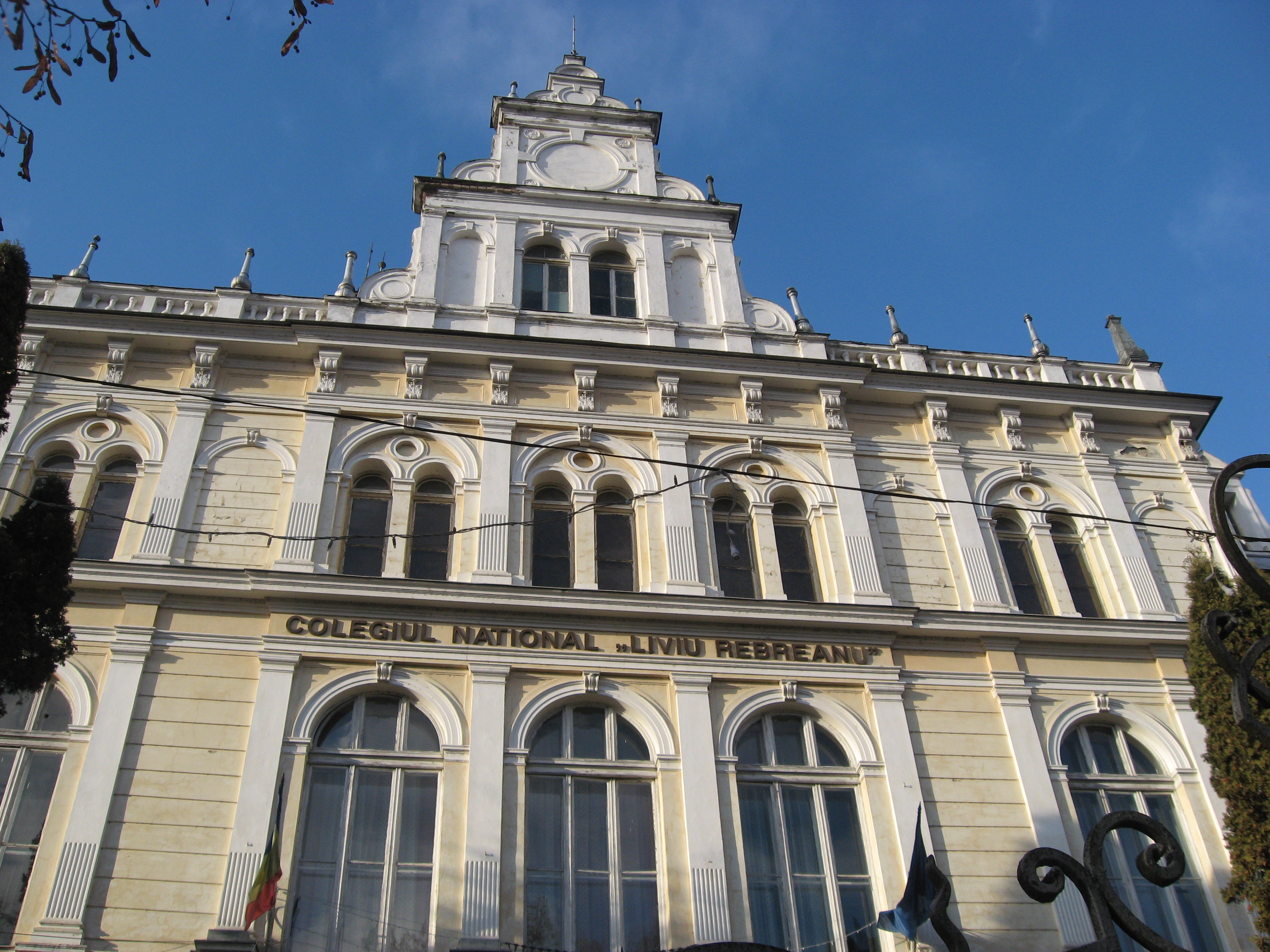
Liceul Liviu Rebreanu- Gimnaziul Evanghelic Bistrita, Bistriţa (1896–1911)
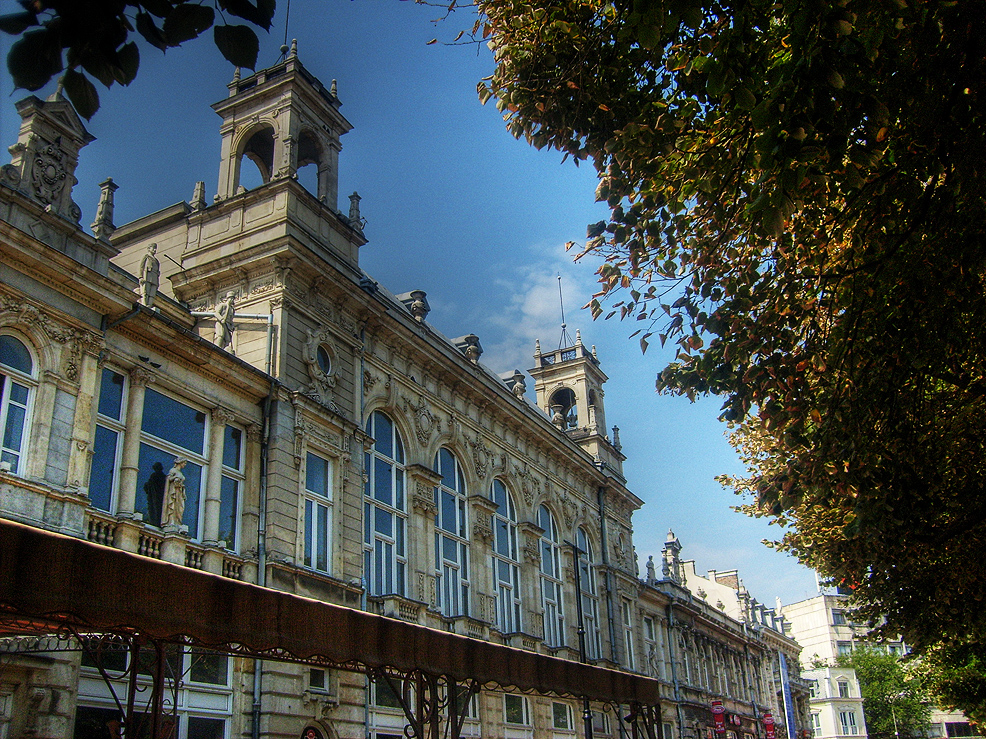
Dohodno Zdanie, Rousse (1898-1902)
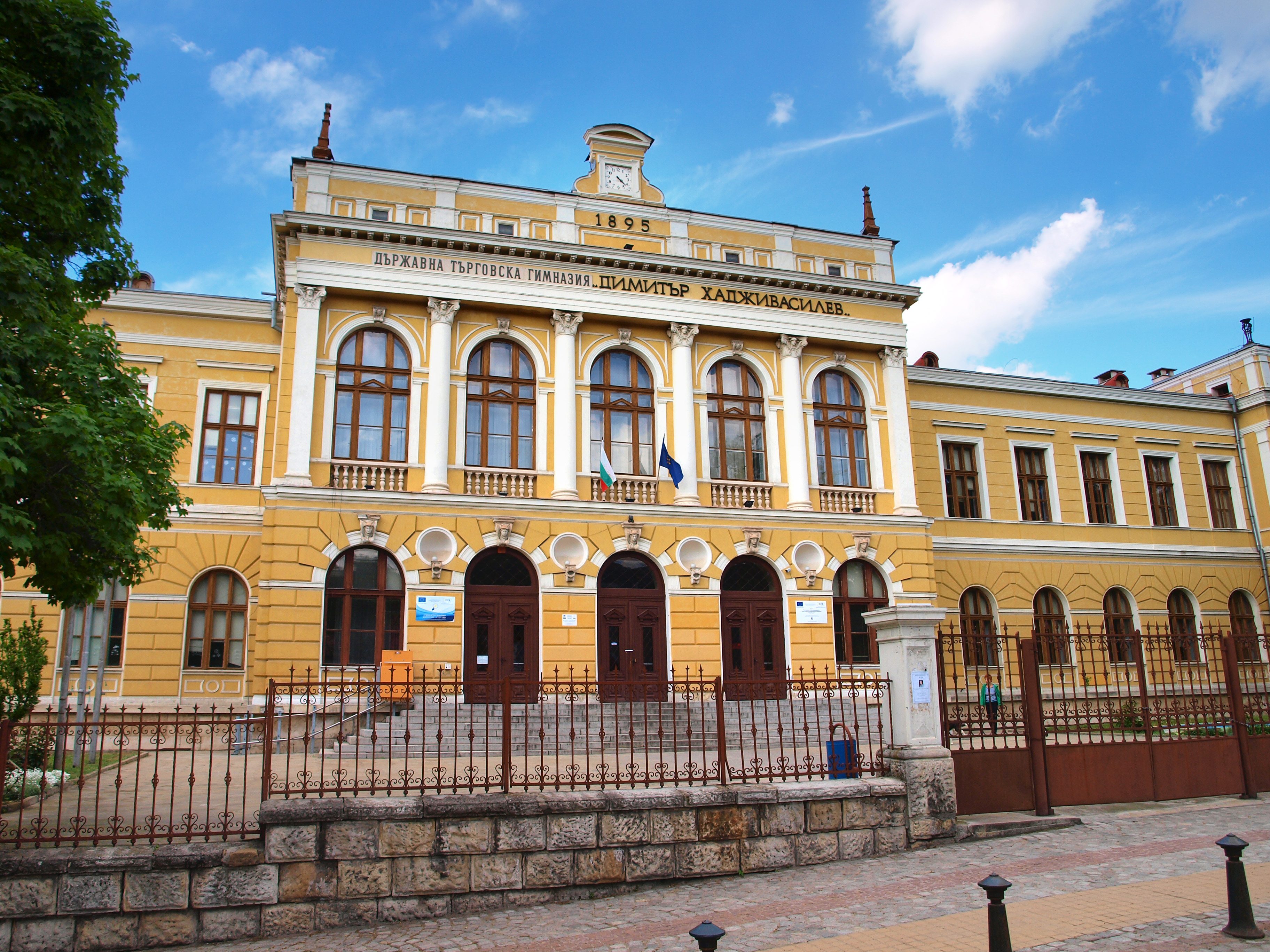
Escola Estadual de Comércio Dimitar Hadzhivasilev, Svishtov (1895)
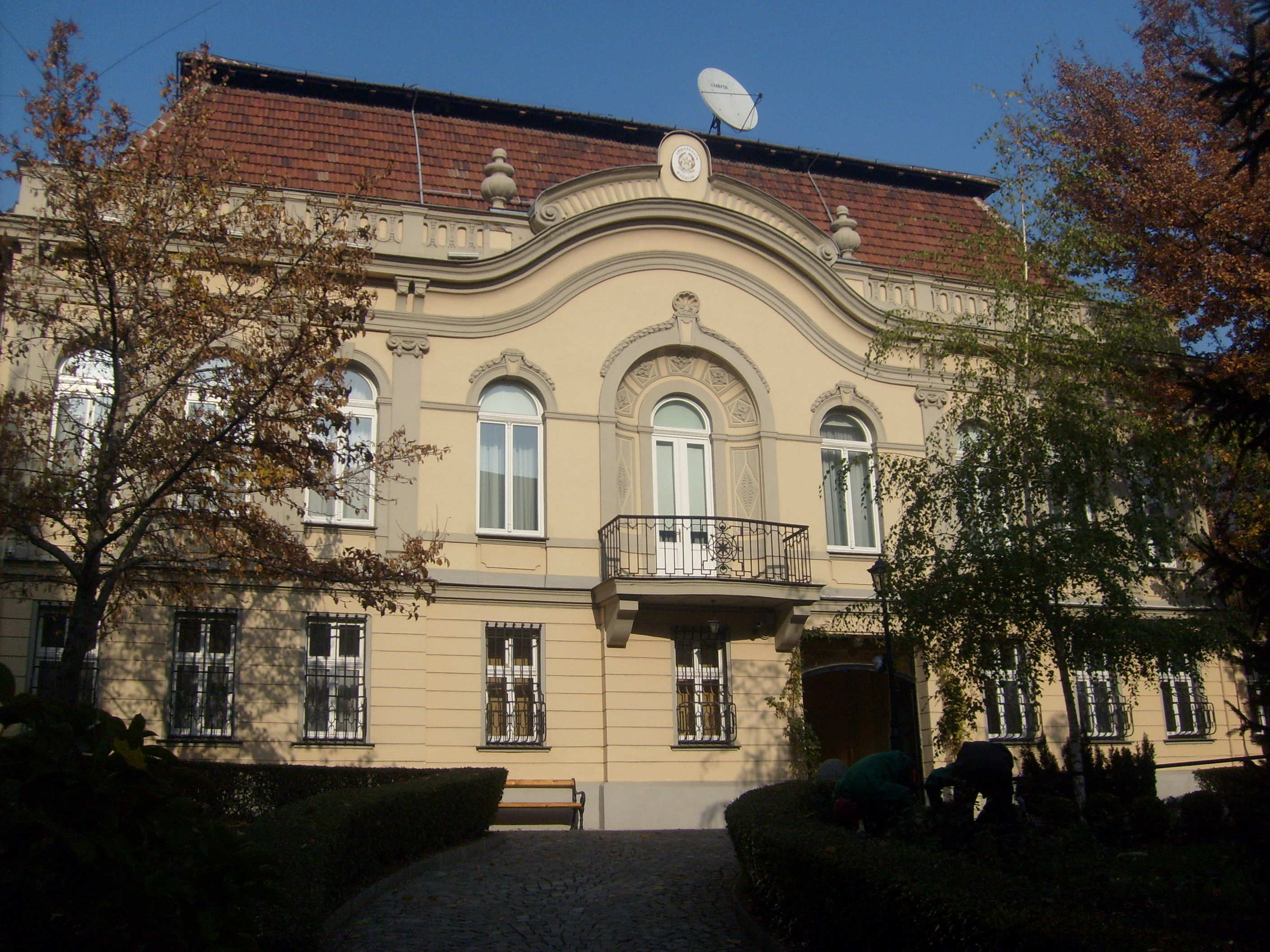
Embaixada da Itália em Sófia (1883)